# Paraputo kukumi
Paraputo kukumi är en insektsart som beskrevs av Williams 1960. Paraputo kukumi ingår i släktet Paraputo och familjen ullsköldlöss. Inga underarter finns listade i Catalogue of Life.